# 윌리앙 리마
윌리앙 지 소자 이 리마(포르투갈어: Willian de Sousa e Lima, 2000년 1월 31일~)는 브라질의 유도 선수로 2024년 하계 올림픽에서 남자 하프라이트급 은메달을 획득했다.